# هيئة المحتوى المحلي والمشتريات الحكومية السعودية
هيئة المحتوى المحلي والمشتريات الحكومية هيئة سعودية أنشئت بتاريخ 27 ديسمبر 2018. تهدف الهيئة إلى تنمية المحتوى المحلي بجميع مكوناته على مستوى الاقتصاد الوطني، والارتقاء بأعمال المشتريات الحكومية ومتابعتها، لتحقيق الأهداف التنموية والمالية حسب الرؤى والاستراتيجيات والخطط الوطنية.
تتمثل أهم وظائف الهيئة في صياغة السياسات والأنظمة واللوائح وتحديد المستهدفات وقياس الأثر المحقق من المحتوى المحلي وإعداد التقارير بشأنه، والمشاركة في عملية الشراء الاستراتيجي وتصميم إجراءات المشتريات الحكومية وتطويرها.
ويعرف مفهوم المحتوى المحلي بإجمالي الإنفاق في المملكة من خلال مشاركة العناصر السعودية في القوى العاملة والسلع والخدمات والأصول والتقنية، بمعنى أم نسبة المحتوى المحلي ترتفع بناء على نسبة المكون السعودي في المنتجات والخدمات وغيرها، ومثال على ذلك 3 شركات متخصصة تعمل في مجال واحد الأولى تستورد من الخارج وتبيعها في الأسواق السعودية والثانية تستوردها من الخارج وتعلبها في السعودية بأيدي عمالة غير سعودية، والشركة الثالثة تبدء من الصفر على أراضي السعودية حتى وصولها للسوق الداخلي وبأيادي سعودية، فالشركة الثالثة هي الأكثر في نسبة المحتوى المحلي وبالتالي تساهم بشكل فعال في الاقتصاد الوطني.

## مبادرات الهيئة
أطلقت هيئة المحتوى المحلي مجموعة مبادرات منها مبادرة شركات المحتوى المحلي التي تعمل على تأسيس الشراكات الاستراتيجيـة مع الجهات الحكومية والمستثمرين والشركات الوطنية الكبرى والرائدة بصفتهم لاعبين أساسيين في الاقتصاد الوطني، وهي تبادر إلى تقديم الحوافز الإجرائية لكلٍ منهم لحفزهم على إثراء المحتوى المحلي بأعلى المستويات الممكنة.
ومبادرة مؤتمر المحتوى المحلي الموحد هو حدثٌ سنويٌ سيقام في الرياض بقيادة الهيئة ومشاركة أعضاء مجلس تنسيق المحتوى المحلي والذي يضم عدد من الشركات الوطنية الرائدة بهدف تعزيز مفهوم ومنهجية أهداف تنمية المحتوى المحلي في المملكة.
كما أطلقت لائحة تفضيل المحتوى المحلي والمشآت الصغيرة والمتوسطة المحلية والشركات المدرجة في السوق المالية حيث تهدف لإدراج متطلبات المحتوى المحلي في نظام المنافسات والمشتريات الحكومية الجديد، وإعطاء أولوية التفضيل السعري للمنتجات الوطنية. وتتضمن اللائحة قائمة المنتجات الوطنية الواجب شراؤها من مصنعين وطنيين، حيث سيكون للهيئة وبالتعاون مع مركز تحقيق كفاءة الإنفاق، دور كبير في تحديد المشاريع التي يجب أن تطبّق آلية الحد الأدنى للمحتوى المحلي.

## المهام
1- وضع السياسات والاستراتيجيات والخطط والبرامج ذات الصلة بتنمية المحتوى المحلي والارتقاء بأعمال المشتريات الحكومية.
2- اقتراح مشروعات الأنظمة والتنظيمات ذات الصلة بتنمية المحتوى المحلي
3- وضع آليات ومعايير ومؤشرات لقياس المحتوى المحلي ومساهمة المشتريات الحكومية في تحقيق الأهداف التنموية والمالية.
4- وضع متطلبات ومستهدفات المحتوى المحلي فيما يخص مشتريات الجهات الحكومية وعقودها واتفاقاتها - بالاتفاق مع مركز تحقيق كفاءة الإنفاق- ومتابعة أداء تلك الجهات في سبيل تحقيق ذلك.
5- تحديد النشاطات ذات المكاسب العالية لتنمية المحتوى المحلي.
6- الإسهام في تطوير أعمال المشتريات الحكومية وإجراءاتها.
7- الاشتراك في تحديد المشتريات الحكومية التي تحتاج إليها أكثر من جهة حكومية ومتابعة تنفيذ اتفاقيات الشراء الموحد التي تبرمها الجهة المختصة نظاماً.
8- الإسهام في إعداد متطلبات المحتوى المحلي في مشروعات التخصيص.
9- تشجيع القطاع الخاص على المساهمة في تنمية المحتوى المحلي.
10- إدارة ما يتصل بالعقود المدنية في الجهات الحكومية (دون إخلال باختصاصات الهيئة العامة للصناعات العسكرية) ضمن برنامج التوازن الاقتصادي وتطويرها والإشراف على تنفيذها، والتفاوض مع الجهات والشركات الأجنبية لنقل التقنية وتنمية المحتوى المحلي في إطار البرنامج، ووضع القواعد والإجراءات المتعلقة بذلك.
11- إعداد الدراسات والبحوث والتقارير ذات الصلة بالمحتوى المحلي.
12- العمل مع وزارة المالية لوضع قاعدة معلومات للموردين والمصنعين وتحديثها، لخدمة أهداف الهيئة.
13- التعاون وتبادل الخبرات مع الهيئات والمنظمات الإقليمية والدولية، والجهات المماثلة في الدول الأخرى، وبيوت الخبرة المتخصصة.
14- المشاركة في تمثيل المملكة في الهيئات والمنظمات والفعاليات الإقليمية والدولية ذات العلاقة.
15- إقامة المعارض والمؤتمرات وجلسات العمل ذات الصلة بالمحتوى المحلي.

## وصلات خارجية
الموقع الرسمي للهيئة.